# Моско Рашев
Моско Атанасов Рашев е български анархист.
Моско Рашев е роден на 27 август 1903 (1904) г. в град Лясковец. Поради крайната бедност и оскъдица на семейството, в което е роден той едва завършва II отделение на училището в родния си град. За да се изхранва е принуден да работи най-тежката, мръсна и често ниско платена работа. Под влиянието на учителите от Килифарево и Дебелец, учителствали в Лясковец, Георги Попов и Петър Мазнев с прозвище Даскала, младият Моско Рашев попада под влиянието на идеите на анархизма. По-късно неговият идеен мироглед е оформен и от приятелството му със станалия легендарен български анархист, поет и публицист Георги Шейтанов. През 1920 г. заради безвластническата си дейност преминава в нелегалност. До края на живота си той е принуден да се крие в нелегалност и с оръжие да защитава живота си от полицията и действащите по това време агенти на Обществена безопасност.
Първата му акция, заедно с още неколцина анархисти, е изземването на оръжие от Нередовната военна рота в Търновските казарми. През лятото на 1921 г. участва заедно с Георги Шейтанов, Желю Грозев, Димитър Цонев (Кьосето), Христо Кисьов и др. в освобождаването на арестувания от полицията Петър Мазнев. Въоръжената акция е проведена в близост до гарата на Велико Търново. На 8 срещу 9 юни 1923 г. участва в нелегална анархистка конференция, която се провежда в гората над Петропавловския манастир. На Рашев е възложена задачата да отиде в родния си град и да установи връзки с тамошната анархистическа организация. На 12 юни при село Плаково той успява да се присъедини към Килифаревската чета. В нея остава до май 1925 г., като участва в почти всички битки на четата.
На 13 юни 1925 г. Моско Рашев е в състава на четата, която напада общината на село Радковци, където изгаря архивата и изземва единадесет пушки и около четиристотин патрона. Москов проявява изключителна дързост и смелост при превземането на гара Соколово през септември 1923 г. Тогава е прекъсната линията на влака и е унищожена намиращата се там телеграфо-пощенска станция. Железопътното и телеграфното трасе е прекъснато за повече от тридесет часа.
На 23 август 1924 г., заедно с четниците анархисти Димитър Бълхов, Никола Пенев и Стоян Златарев (Синко), Моско Рашев ликвидира полицейските стражари Никола Банджаков и Иван Карагеоргиев. Присъдата им е издадена от името на Килифаревската чета заради поругаването, гаврата и нечовешкото отношение с трупа на самоубилия се след тежка престрелка с агенти на Обществена безопасност и стражари анархист Георги Попов. Банджаков и Карагеоргиев са ликвидирани в местността „Бутора“ в близост до Килифарево.
След атентата в софийската катедрала „Света Неделя“ през април 1925 г. Моско Рашев участва в последно сражение на Килифаревската чета в местността „Урвата“. Четата там е разбита, а отделни групи от четници се укриват в различни места в България. Моско, заедно с анархистите Синко и Матров, се насочват към Горнооряховско. След предателство групата попада на устроена от полицията засада и при завързалото се сражение Моско Рашев е принуден да се отдели от другарите си. Няколко дни по-късно Стоян Златарев (Синко) загива при престрелка, а Матров е заловен и откаран в Търновските казарми.
На 3 (17) септември 1925 г. след предателство – според някои източници от кмета на гр. Лясковец и Тодор Матров, участник в Килифаревската чета, а според други от някоя от значителните на брой любовници – Моско Рашев е обграден от полицаи, агенти на Обществена безопасност и войници близо до село Градина (Бедерлии). При завързалата се престрелка пада убит.
Моско Рашев е герой в романа „Иван Кондарев“ от Емилиян Станев.